# Mahindra United
Mahindra United war ein indischer Fußballverein aus Mumbai.
Der Hauptsponsor, der Automobilkonzern Mahindra & Mahindra, ist zugleich auch der Namensgeber des Vereins, der ursprünglich 1962 unter dem Namen Mahindra & Mahindra gegründet worden war. Den heutigen Namen erhielt der Verein im Jahr 2000.
In Anlehnung an Manchester United wird der Verein in Indien auch MU genannt. Er spielt in der I-League und gehört zu den finanzkräftigsten Vereinen in Indien und stellt einige indische Nationalspieler. Aufgrund der schlechten Qualität des Stadions drohte der Verein die Stadt zu verlassen.
Dem Resultat eines fünften Platzes in der Saison 2007/08 folgte auch 2008/09 kein besseres und der Verein landete zu Ende der Saison erneut auf Platz fünf.

## Auflösung des Clubs
Nach Saison 2009/10 in der I-League löste sich Mahindra United auf und stellte damit den Spielbetrieb ein.

## Erfolge
- Meister:  2005/06[1]
- Pokal: 2005/06
- IFA Shield
  - Sieger: 2006, 2008
- Durand Cup
  - Sieger: 1998, 2001/02, 2008